# Rose Wilson
Rose Wilson Worth est un personnage de fiction de l'univers de DC Comics. Fille illégitime de Slade Wilson (alias Deathstroke) et actuelle Ravager, cinquième du nom, elle est une ancienne super-vilaine, désormais membre des Teen Titans.

## Biographie du personnage

### Naissance et origine
Peu après son divorce avec son épouse Adeline, Slade Wilson reçut une mission consistant à aider une jeune femme, Lilian Worth, à quitter le Cambodge, déchiré par la guerre, et la mettre en sécurité. Durant cette période, il eut une liaison amoureuse avec Lilian, qui eut de lui une enfant unique nommée Rose. Lilian cacha sa naissance.
Plus tard, Lilian, désormais installée dans une maison de prostitution à New York, accueillit Slade blessé pour soigner ses blessures. Wintergreen, le valet de Slade, découvrit Rose, désormais âgée de 14 ans, et, remarquant ses cheveux blancs comme ceux de Slade, soupçonna qu'elle était la fille de son employeur. Plus tard, le demi-frère de Slade, Wade DeFarge, sous l'identité de Ravager, commença à tuer la famille et les amis de Deathstroke. Il découvrit alors Rose, et lui révéla l'identité de son père. Wintergreen fit une tentative pour sauver Lillian et sa fille. Lilian fut présumé décédé, mais Rose fut sauvée.
Par la suite, elle tenta de se rapprocher de son père, mais celui-ci se détourna d'elle, craignant pour sa sécurité à cause de sa responsabilité sur la mort de deux de ses fils. Il la laissa donc à la charge de l'équipe des Titans. Durant un entraînement, elle fut blessée et envoyée à l'hôpital, où son don de précognition s'activa pour la première fois et lui livra une longue vision de l'avenir de Deathstroke. Une fois rétablie, elle quitta les Teen Titans, et ne les revit plus pendant longtemps, jusqu'au conflit Technis Imperative, où elle s'allia avec eux pour sauver Cyborg.

### Nouvelle Ravager
Plus tard, Rose fut adoptée par la famille Madison à Chicago, mais sa nouvelle famille fut tuée par DeFarge, qui affirma avoir été payé 100000$ pour cette tâche par une source anonyme (en réalité Deathstroke qui souhaitait ainsi se rapprocher de Rose).
Toujours anonymement, Deathstroke avertit les Titans que Rose était en danger, et ceux-ci intervinrent pour la sauver. Tous furent endormis au gaz soporifique, et Rose se réveilla dans la tanière de Deathstroke, qui s'excusa auprès d'elle pour l'avoir abandonnée et lui affirma qu'elle était sa dernière famille. Il lui suggéra de devenir son apprentie, avec pour première mission de tuer DeFarge. Rose accepta, et, après avoir éliminé ce dernier, elle prit le nom de Ravager à son profit, devenant ainsi la cinquième du nom. Deathstroke lui injecta secrètement le sérum qu'il avait lui-même reçu, ce qui améliora les capacités de sa fille, mais la fit souffrir d'une psychose.
Plus tard, il douta de la loyauté de Rose, après qu'elle a hésité et été incapable de tuer Jéricho (qui avait alors prit possession de Beast Boy). Pour prouver qu'elle lui était fidèle, elle se creva un œil, de façon qu'elle corresponde à son œil manquant.
Plus tard, après une défaite lourde face à Batgirl, Rose est entraînée par Nightwing (Dick Grayson) avec l'accord de Slade, qu'il a réussi à convaincre qu'il avait renoncé à être un héros. Nightwing s'engage à enseigner Rose afin qu'elle puisse mener une vie meilleure. Pour tester la loyauté de Grayson, Slade remplace l'œil manquant de Rose par un faux en kryptonite, et l'envoie avec Nightwing pour éliminer Superman. Rose tente de tuer Superman, mais Grayson, prouvant ainsi qu'il est toujours un héros, lui révèle finalement que, avec le temps, la kryptonite va la tuer elle-même lentement et conduire à une mort atroce. Furieuse d'avoir été trahie par son père, elle rompt ses liens avec Deathstroke et s'enfuit.
Après les événements d'Infinite crisis, Nightwing obtint de Tim Drake, le nouveau Robin, que Rose joigne l'équipe des Teen Titans, toujours sous le nom de Ravager. 
Elle eut de l'attirance pour Robin, qui la rejeta cependant, et se lia d'amitié avec Kid Devil, puis, plus tard, fraternisa avec son demi-frère Jéricho.

## Apparitions dans d'autres médias

### Séries animées
Elle apparaît dans le film d'animation La Ligue des justiciers : Conflit sur les deux Terres où elle est la fille du président et s'oppose ouvertement au Syndicat du Crime. J'onn J'onzz et elle tombent amoureux, mais doivent se séparer. À ce moment-là, Wonder Woman suggère qu'il trouve sa version sur leur Terre, mais le martien est persuadé que l'alter-ego de la jeune femme sera une super-vilaine.
Elle apparaît également dans la série télévisée d'animation Teen Titans Go!, où elle cherche à terminer le travail de son père en éliminant les Jeunes Titans. Après un combat contre Robin, qui se termine sur une égalité, les Titans lui expliquent qu'elle n'a pas besoin de suivre les traces de son père, et qu'elle est libre de choisir sa propre voie. Touchée par ces mots, elle décide de rester quelque temps avec les Jeunes Titans pour s'entraîner.

### Arrowerse
Elle apparaît dans la saison 2 de la série télévisée Arrow et est très différente du comics. Bien qu'elle porte le costume traditionnelle de Ravager, elle n'a aucun lien de parenté avec Slade Wilson. Cette Ravager s'appelle Isabel Rochev. Elle est seulement alliée avec Slade Wilson, pour tuer Oliver Queen. Elle meurt dans l'épisode 23 de la saison 2. Nyssa Al Ghul, fille de Ra's, héritière du Démon, lui tranche la gorge.

### Titans
Son personnage est repris dans la saison 2 de la série Titans.
Elle est la fille de Deathstroke, née d'un adultère, et possède les mêmes capacités que ce dernier. Après une fuite éperdue, alors qu'elle se cache de la police et de son père, Dick Grayson parvient à la retrouver et la récupère dans une ruelle sombre avant de lui présenter les Titans. Malgré son insistance de ne pas vouloir leur aide, elle finit par accepter et commence à éprouver des sentiments pour Jason Todd.
Après avoir appris ce qui est arrivé à son demi-frère Jericho elle quitte la tour des Titans avec Jason et squattent une résidence secondaire. Il est révélé plus tard qu'en réalité Rose travaille pour Deathstroke en tant qu'espionne afin de briser l'équipe de l'intérieur, mais son séjour avec ces derniers et ses sentiments pour Jason lui font remettre en question toute l'opération. Elle finit par dévoiler la vérité à Jason qui, en colère d'avoir été manipulé, rompt avec elle.
Elle rejoindra Deathstroke lors de son combat final contre les Titans, et trahit son père pour rejoindre ceux qu'elle considère désormais comme sa vraie famille. Elle tuera alors Slade et accueillera l'esprit de Jericho en elle.